# Carlos Vigaray
Carlos Vigaray (Leganés, 7 de setembro de 1994) é um futebolista profissional espanhol que atua como defensor.

## Carreira
Carlos Vigaray começou a carreira no Getafe CF.

## Títulos
Alavés
- Vice Copa del Rey: 2016-2017.